# لومو
لومو (روسی: Ленинградское Oптико-Mеханическое Oбъединение) شرکت تجهیزات پزشکی روسی است، که در سال ۱۹۱۴ تأسیس شد.